# Avetis Aharonián
Avetis Aharonián (armenio Ավետիս Ահարոնյան) (1866 - 20 de marzo de 1948) fue un político, escritor y revolucionario armenio, parte importante del Movimiento Nacional Armenio.

## Vida
Aharonián nació en 1866 en la villa de Iğdırmava en los campos de Araradian (hoy Turquía). Aharonián estuvo influido por su entorno geográfico, como el río Araks y el monte Ararat, sitas en el borde la villa.
Su madre, Zardar, era una persona ilustrada, que enseñó a sus hijos a leer y escribir. Acabó la primaria en la escuela del pueblo y se graduó posteriormente en la escuela Kevorkian de Etchmiadzin. Ejerció como profesor unos años, después estudió en la Universidad de Lausana (Suiza) historia y filosofía. Durante este periodo conoció a Kristapor Mikaelian, entonces redactor jefe del diario Troshag (Bandera), y empezó a colaborar. Una vez graduado, en 1901, estudió literatura en La Sorbona (París).
En 1902, volvió al Cáucaso y ejerció como director de la escuela Nersissian y editor de la revista Mourj (Martillo). En 1909 fue arrestado por la policía zarista y encarcelado en Metekhi, donde cayó enfermo. En 1911, después de una generosa donación de 20.000 rublos, viajó por Europa.
Volvió al Cáucaso en 1917 y se convirtió en la cabeza del Consejo Nacional Armenio, que proclamó la independencia de la República Democrática de Armenia el 28 de mayo de 1918.
También fue el jefe de la delegación armenia en la Conferencia de Paz de París, donde se firmó el Tratado de Sèvres que reconocía la llamada «Armenia Wilsoniana» en colaboración directa con la Diáspora armenia. Exiliado cuando el país fue incorporado a la URSS, compuso Azatouthian dujanapahin (Caminos de libertad, 1926). Falleció el 20 de marzo de 1948 en París sin nunca haber podido ver a su patria libre e independiente.